# Erik Olsson (konstnär, Gotland)
Ej att förväxla med Erik Olson (konstnär, Halmstad).

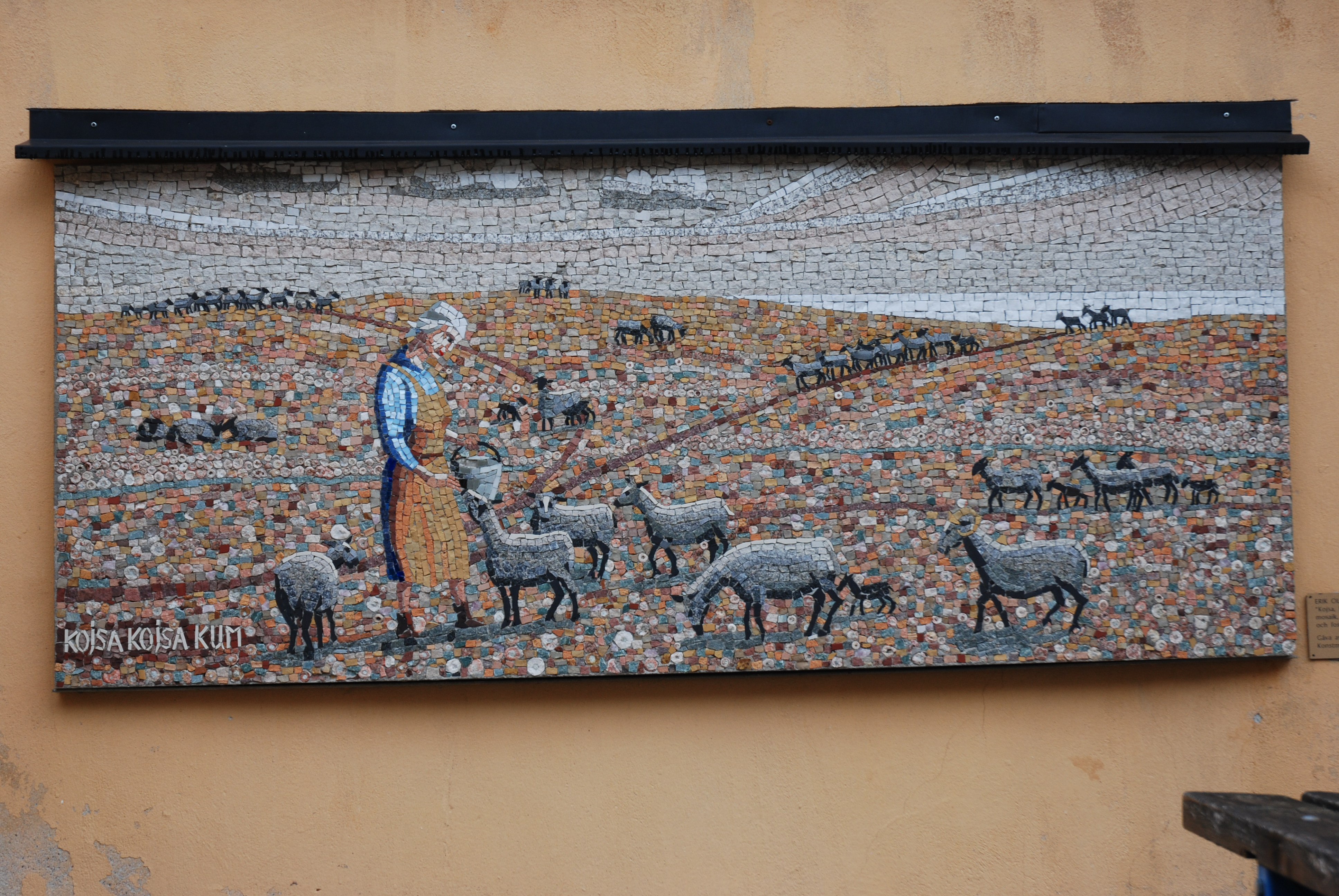
Kojsa kojsa kum, på yttervägg till Gotlands konstmuseum i Visby

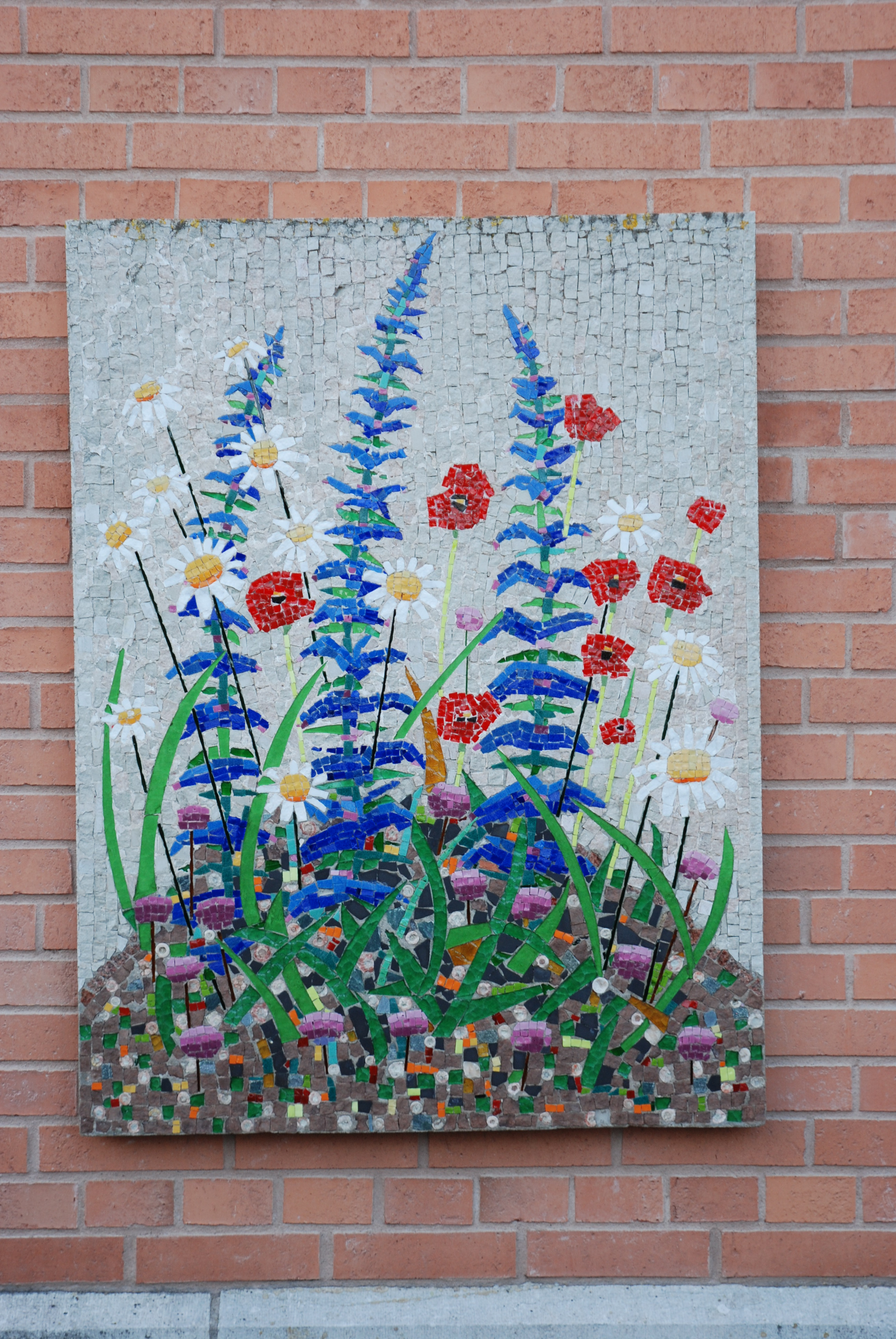
Gotländsk vägkant vid ingången till Mödravårdscentralen på Visby lasarett

Karl Erik Olsson, född 27 april 1919 i Klinte församling i Gotlands län, död 8 augusti 2006 i Klintehamn i Sanda församling i Gotlands län, var en svensk konstnär och kyrkokonservator på Gotland.

## Biografi
Erik Olsson har målat tavlor, såväl naturbilder som historiska motiv. Han var även musiker och initiativtagare till Koviks kapell. Ett annat livsverk han lämnade efter sig var Gotlands fiskerimuseum, Kovik. Ett museiområde med ditflyttade bodar och rekonstruerade sjöbodar som beskrev fiskarböndernas hårda livsvillkor. Det han också blivit känd för är hans många målningar av skutor, samtliga Klinteskutor och åtskilliga andra har blivit föremål som växt fram i hans ateljé i Sanda, ett stenkast från havet. Det var inte endast bilderna han kände till utan även skepparna och båtsmännen. Likaså hans fleråriga gärning som kyrkokonservator runt Medelhavet och Unesco-uppdrag i Afghanistan på 1950-talet.

## Offentliga verk i urval
- Kojsa kojsa kum, mosaik, huvudsakligen av natursten och fossiler, 1990, på väggen till Gotlands konstmuseum i Visby
- Gotländsk vägkant, mosaik, 1995, vid ingången till Mödravårdscentralen på Visby lasarett